# André Frémond
Pour les articles homonymes, voir Frémond.
André Frémond, né le 25 avril 1884 au Havre et mort le 7 janvier 1965  à Montreuil (Seine-Saint-Denis), est un peintre et illustrateur français.

## Vie et œuvres
André Marcel Frémond est le fils d'Albert Alexandre Frémond, dessinateur, et d'Eugénie Marie Cocquel. 
Il a pour professeur de peinture Luc-Olivier Merson.
En 1916-1917, il sert en Macédoine, probablement comme peintre officiel de l’armée française.
Il expose à Paris au Salon des artistes français à partir de 1928. Il peint des scènes de genre, souvent à thème équestre ou cynégétique. Il réalise aussi des affiches, comme pour Le Tréport moderne (circa 1920), Les Chemins de Fer d’Alsace et de Lorraine (1922), le Concours Central Hippique Reproducteurs (Paris, 1933), la Chambre Syndicale du Commerce de Chevaux de France (1938).
Entre 1936 et 1953, il illustre neuf couvertures du mensuel Le Chasseur français, représentant souvent des scènes médiévales,.
Quelques œuvres de lui sont conservées au musée des Beaux-Arts de Reims.

## Livres illustrés
- La Grande Guerre racontée par nos généraux, Émile Fayolle et alii, Paris, Librairie Schwarz, 1920
- Chemins de fer d'Alsace et de Lorraine, Saison d'été, Services automobiles de la route des Vosges, Strasbourg, 1922
- Les Dicts et joyeulses antiennes de Messire Jehan le Povre Moyne, Georges Aubault de la Haulte Chambre, Paris, Radot, 1927
- Les Métiers de base, métiers d’exécution pure…, Joseph Compagnon, Clermont-Ferrand, Chiron, 1942
- Martin paysan, Louis-Charles Bouts, Caen, Ozanne & Cie, 1945
- Mon oncle de San-Francisco, Louis-Charles Bouts, Caen, Ozanne & Cie, 1946
- Sans patrie, Louis-Charles Bouts, Caen, Ozanne & Cie, 1947
- Prestige du cheval, Pierre Bruneteau et alii, Paris, Durel, 1951